# جو فيليبس (فنان قصص مصورة)
جو فيليبس (بالإنجليزية: Joe Phillips)‏ هو فنان قصص مصورة أمريكي، ولد في 13 فبراير 1969 في سان دييغو في الولايات المتحدة.

## وصلات خارجية
- الموقع الرسمي
- جو فيليبس على موقع IMDb (الإنجليزية)